# Filmografia su Theodore Roosevelt
Theodore Roosevelt compare sia di persona sia come personaggio in numerosi film, documentari, filmati di repertorio, news fin dal 1898, all'epoca della guerra ispano-americana, quando, per Roosevelt, iniziò l'irresistibile ascesa politica che l'avrebbe portato alla vice-presidenza e, quindi, alla presidenza dopo la morte di Mckinley.

## Filmografia

### Teddy Roosevelt personaggio cinematografico
- Terrible Teddy, the Grizzly King, regia di Edwin S. Porter - parodia (1901)
- Why America Will Win, regia di Richard Stanton (1918), interpretato da W.E. Whittle
- The Fighting Roosevelts, regia di William Nigh (1919), interpretato da Francis J. Noonan, Herbert Bradshaw e E.J. Ratcliffe
- The Copperhead, regia di Charles Maigne (1920), interpretato da Jack Ridgeway
- Tramonto, regia di Harry Hoyt e Laurence Trimble (1924), interpretato da E.J. Ratcliffe
- Lights of Old Broadway, regia di Monta Bell (1925), interpretato da Buck Black
- The Rough Riders, regia di Victor Fleming (1927), interpretato da Frank Hopper
- Amai una donna (I Loved a Woman), regia di Alfred E. Green (1933), interpretato da E.J. Ratcliffe
- Silk Hat Kid, regia di H. Bruce Humberstone (1935) interpretato da Frankie Genardi
- La banda dei razziatori (The Lawless Nineties), regia di Joseph Kane (1936) interpretato da Earl Seaman
- End of the Trail, regia di Erle C. Kenton (1936), interpretato da Erle C. Kenton
- Sigillo segreto (This Is My Affair), regia di William A. Seiter (1937), interpretato da Sidney Blackmer
- The Monroe Doctrine, regia di Crane Wilbur (1939), interpretato da Sidney Blackmer
- Teddy the Rough Rider, regia di Ray Enright (1940) interpretato da Sidney Blackmer
- Quarto potere (Citizen Kane), regia di Orson Welles (1941), interpretato da Thomas A. Curran
- Ribalta di gloria (Yankee Doodle Dandy), regia di Michael Curtiz (1942), interpretato da Wallis Clark (1942)
- Jack London, regia di Alfred Santell - interpretato da Wallis Clark (1943)
- Terra nera (In Old Oklahoma), regia di Albert S. Rogell - interpretato da Sidney Blackmer (1943)
- Facciamo il tifo insieme (Take Me Out to the Ball Game), regia di Busby Berkeley - interpretato da Ed Cassidy (1949)
- Il vento e il leone (The Wind and the Lion), regia di John Milius - interpretato da Brian Keith (1975)
- Ragtime, regia di Miloš Forman - interpretato da Robert Boyd (1981)
- The Indomitable Teddy Roosevelt, regia di Harrison Engle - interpretato da Robert Boyd (1986)
- Rough Riders, regia di John Milius – miniserie TV - interpretato da Tom Berenger (1997)
- Una notte al museo (Night at the Museum), regia di Shawn Levy - interpretato da Robin Williams (2006)
- Una notte al museo 2 - La fuga (Night at the Museum: Battle of the Smithsonian), regia di Shawn Levy - interpretato da Robin Williams (2009)
- Notte al museo - Il segreto del faraone (Night at the Museum: Secret of the Tomb), regia di Shawn Levy - interpretato da Robin Williams (2014)

#### Citazioni
- Alba rossa (Red Dawn), regia di John Milius (1984)

### Film o documentari dove appare Roosevelt
- Theodore Roosevelt (1898) - news
- Col. Theodore Roosevelt and Officers of His Staff (1898) - news
- Governor Roosevelt and Staff (1899) - news
- Funeral Leaving the President's House and Church at Canton, Ohio (1901)
- President McKinley Inauguration (1901)
- Opening of the Pan-American Exposition Showing Vice President Roosevelt Leading the Procession, regia di James H. White (1901)
- Taking President McKinley's Body from Train at Canton, Ohio (1901)
- President Roosevelt at the Canton Station (1901)
- President Roosevelt Entering Grounds at Army-Navy Football Game (1901)
- President Roosevelt at the Army-Navy Game (1901)
- President Roosevelt Reviewing the Troops at Charleston Exposition (1902)
- President and Prince at Washington (1902)
- Launch of the Kaiser's Yacht 'Meteor' (1902)
- Christening and Launching Kaiser Wilhelm's Yacht 'Meteor' (1902)
- Arrival of Prince Henry (of Prussia) and President Roosevelt at Shooter's Island (1902)
- Installation Ceremonies, Columbia University (1902)
- Biograph Snapshots at the President (1902)
- Unveiling the Rochambeau Statue, Washington, D.C. (1902)
- President Roosevelt at Walla Walla (1903)
- Pres. Roosevelt at the Dedication Ceremonies, St. Louis Exposition (1903) - inaugurazione dell'Esposizione Universale di Saint Louis
- Pres. Roosevelt's Fourth of July Oration (1903)
- Pres. Roosevelt's Sunday Visit to Kearsage (1903)
- Pres. Roosevelt Leaving the Flagship (1903)
- President Roosevelt's Visit to Admiral Barker (1903)
- President Roosevelt's Departure from 'Kearsarge' (1903)
- President Roosevelt Addressing Crew of 'Kearsarge' (1903)
- Roosevelt Dedication at Lewis and Clark Exposition (1904)
- Roosevelt Dedicating at St. Louis Exposition (1904)
- President Theodore Roosevelt (1904)
- President Roosevelt's Inauguration (1905)
- Inauguration of President Roosevelt, the Grand Inaugural Parade (1905)
- Inauguration of President Roosevelt. Taking the Oath of Office (1905)
- Inauguration of President Roosevelt. President-Elect Roosevelt, Vice-President-Elect Fairbanks and Escort Going to the Capitol (1905)
- Roosevelt i Danmark (1910)
- Roosevelt in Africa (1910)
- Col. Theodore Roosevelt's Reception (1910)
- Presidential Possibilities (1912)
- Theodore Roosevelt (1912)
- Ex-President Roosevelt's Feathered Pets (1916)
- Womanhood, the Glory of the Nation, regia di J. Stuart Blackton e William P.S. Earle (1917)
- Colonel Theodore Roosevelt's Expedition Into the Wilds (1918)
- Thru the Roosevelt Country with Colonel Roosevelt (1919)

### Serie televisive dove appare Roosevelt
- Grizzly Adams (The Life and Times of Grizzly Adams) (1977)
- L'alienista (The Alienist) (2018)
- I misteri di Murdoch (Murdoch Mysteries): due episodi (2014 e 2018)